# Bleu Blanc Vert
 (septembre 2017).
Si vous disposez d'ouvrages ou d'articles de référence ou si vous connaissez des sites web de qualité traitant du thème abordé ici, merci de compléter l'article en donnant les références utiles à sa vérifiabilité et en les liant à la section « Notes et références ».
Albums de Jean-Louis Aubert
Plâtre et Ciment
(1987) H
(1993)
Singles
1. Locataire
Sortie : octobre 1989
2. Voilà, c'est fini
Sortie : avril 1990
3. Univers
Sortie : décembre 1990
4. Sid'Aventure
Sortie : 1991

Bleu Blanc Vert est le deuxième Album studio de l'auteur-compositeur-interprète de rock français Jean-Louis Aubert, paru en solo le 1er septembre 1989 sur le label Virgin.

## Contenu
Pour ce second album solo, sorti en 1989, Jean-Louis Aubert s'éloigne de plus en plus musicalement de son ancien groupe, Téléphone. L'album se révèle sous les couleurs de l'écologie, et d'un ton plus intimiste.
Cet album couvre des succès tels que Locataire, Voilà c'est fini, Univers ou encore Sid'Aventure. Les deux premières chansons font partie du répertoire du chanteur à chaque concert. Il est réalisé en collaboration avec Oli Le Baron, Richard Kolinka (batterie), Daniel Roux, Feedback (percussion) et Marine  Rosier (clavier) et la participation exceptionnelle de Princess Erika (Locataire), Guesch Patti (On peut s'aimer) et Paul Personne (Sid'Aventure).
La chanson Locataire évoque la prise de conscience environnementale. Jean-Louis Aubert explique que nous sommes « locataires du monde ». Notre devoir, puisque « nous ne sommes que de passage [est de] laisser l'endroit tel qu'on l'a trouvé, voire mieux si possible. » Les paroles comportent également le titre de l'album ‘‘Bleu, Blanc, Vert’’ qu'il a trouvé « à la suite d'un jeûne », où il trouvait ce titre en changeant le rouge par le vert du drapeau français (Jean-Louis est daltonien et confond le rouge et le vert), sonnant donc plus écologique.
Voilà c'est fini raconte une séparation amoureuse qui, en réalité, évoque (sans nommer) la séparation douloureuse du groupe Téléphone en 1986.
Le titre Le bout du rouleau, est une chanson qui évoque la fatigue de l'effort, jusqu'au lâcher prise. Écrite du temps de Téléphone, la chanson est travaillée par le groupe durant les sessions de l'album Dure Limite en 1982. La chanson est rejetée de l'album, mais deux maquettes enregistrées par le groupe (une acoustique avec Jean-Louis Aubert seul et une électrique avec l'ensemble du groupe) sont publiées d'abord dans la compilation Rappels 2 en 1993 et l'intégrale 20e anniversaire en 1996, mais retirés de la vente depuis. Jean-Louis reprendra par la suite la chanson pour son compte lors des sessions Bleu, Blanc, Vert dans un arrangement folk latino (au lieu du rock du temps de téléphone).

## Liste des titres
Toutes les chansons sont écrites et composées par Jean-Louis Aubert, sauf annotation.
| 1.    | Locataire                                             | 5:17 |
| 2.    | Voilà, c'est fini                                     | 5:02 |
| 3.    | Univers                                               | 3:49 |
| 4.    | Étrange                                               | 4:49 |
| 5.    | Le Bout du rouleau                                    | 4:07 |
| 6.    | On peut s'aimer                                       | 5:46 |
| 7.    | Sid'aventure                                          | 5:00 |
| 8.    | Le Grand Saut                                         | 5:01 |
| 9.    | Ils cassent le monde (Boris Vian / Jean-Louis Aubert) | 4:11 |
| 10.   | Alternative                                           | 5:46 |
| 11.   | Musica Maya (Boris Bergman / Jean-Louis Aubert)       | 0:44 |
| 12.   | Attentat                                              | 5:39 |
| 13.   | Le Long de l'eau                                      | 3:23 |
| 14.   | Je n'veux pas te faire mal                            | 4:37 |
| 15.   | Ex-rat terrestre                                      | 6:11 |
| 68:48 |                                                       |      |

## Crédits

### Musiciens
- Jean-Louis Aubert : chant, chœurs, guitare, claviers (1-4, 7-10, 12 et 13), basse (2, 3, 4, 5, 7, 8, 14), programmation (4, 6, 8, 10, 12), batterie sur On peut s'aimer
- Oli Le Baron : claviers (3, 4, 6, 8, 9, 10, 12, 15), guitare (5, 8, 12, final sur 15), basse (1, 6, 10), flute sur Etrange, chœurs sur Au bout du rouleau et Alternative, programmation sur Alternative et Attentat, effets sonores sur Polka'til Pouik + Musika Maya
- Richard Kolinka : batterie (1-5, 7, 8, 10, 14, 15)
- Marine Rosier : piano et clavier sur Ils cassent le monde, Je n'veux pas te faire mal et Ex-rat terrestre, chœurs sur Sid'Aventure
- Axel Bauer : chœurs sur Étrange, guitare sur On peut s'aimer et Attentat
- Daniel Roux : basse sur Ils cassent le monde, Attentat et Ex-rat terrestre
- Princess Erika et Sylvie Méoule (du groupe Lili Drop) : chœurs sur Locataire
- Feedback : percussion sur Locataire
- Guillermo Fellove : trompette sur Le bout du rouleau
- Guesch Patti : chant sur On peut s'aimer
- Paul Personne : guitare solo sur Le grand saut et Sid'aventure
- Louis César Ewande : percussion sur Attentat
- Jean-Charles Daclin : chœurs sur Ex-rat terrestre

### Équipes technique et production
- Production, composition : Jean-Louis Aubert
- Mastering, ingénierie : Howie Weinberg
- Enregistrement, Mixage : Peter Martinsen
- Photographie : Antoine Giacomoni, Olivier Pinchart